# شورش شیخ خزعل
شورش شیخ خزعل به شورش شیخ خزعل، حاکم محمره (خرمشهر) و رئیس قبیله بنی‌کعب، در خوزستان ایران اشاره دارد. این شورش در سال ۱۳۰۳ توسط رضاخان، به‌سرعت و بدون تلفات سرکوب شد و نهایتاً به تسلیم خزعل انجامید.

## پیشینه
در دوره قاجار و در حالی که از انقلاب مشروطیت سالهایی گذشته بود، شیخ خزعل از این موقعیت استفاده کرد و نیروهای خود را علیه دولت و قبایل رقیب بختیاری تجمیع کرد. کشف نفت باعث شده بود تا انگلیسی‌ها حضور خود را در خوزستان افزایش دهند. آنها مستقیماً برای گروه‌های قبیله‌ای تأمین سلاح می‌کردند و همچنین در سال ۱۲۹۵ شمسی نیروی نظامی جنوب ایران را ایجاد کردند. انگلیسی‌ها در نهایت با حمایت از شورش شیخ خزعل، مستقیماً در سیاست منطقه شرکت داشتند. شیخ خزعل به‌خوبی از تهدیدی که از جانب قدرت نوظهور رضاخان ایجاد می‌شد آگاه بود؛ بنابراین تلاش کرد تا با تحکیم روابطش با طوایف لر، بختیاری و خمسه در برابر دولت مرکزی، تهدید رضاخان را از بین ببرد. اما نهایتاً به دلیل حمایت اکثریت بختیاری‌ها از حکومت مرکزی و اختلافات داخلی میان سران قبایل، موفق به انجام آن نشد. او از راهبردهای متعددی استفاده کرد و پس از شکست در همه موارد، از بریتانیا حمایت کرد. خزعل در تبلیغات خود مدعی شد که قبایل عرب منطقه از مهاجران به ایران در دوران اخیر بوده و هیچ ارتباطی با ایرانیان ندارند. او خود را مدافع اسلام در برابر حکومت سکولاریست تهران معرفی کرد و یک خوزستان مستقل عربی را با نام عربستان تبلیغ کرد. انگلیسی‌ها ابتدا برای حمایت از شیخ خزعل با او پیمانی بستند و در ابتدا چنین کردند، اما سپس تصمیم گرفتند خزعل را کنار گذاشته و با دولت مرکزی متحد شوند. در سال ۱۳۰۳ رضاخان به نیروهای مسلح خزعل حمله کرد و در عرض چند ساعت به شورش پایان داد و تقریباً هیچ تلفاتی نداشت. دراواخر دوره قاجار، با وجودی که شوشتر همچنان مرکز خوزستان بود و حکمران ایالت از تهران فرستاده می‌شد، به دلیل اعمال نفوذ شیخ خزعل بعضی از حکمرانان ناچار به ترک شهر می‌شدند. چنان‌که در سال ۱۳۴۱ هجری قمری ظهیرالملک حکمران خوزستان در شوشتر به این وضعیت دچار گردید. در تلگرام‌های تندی که بین رئیس الوزرا (رضاخان) و شیخ خزعل رد و بدل شد، خزعل نوشت: «من به هیچ روی شما را رئیس شورای وزیران نمی‌شناسم. شما غاصب هستید و بی هیچ دلیلی پادشاه قانونی و مشروطه خواه را از کشور رانده‌اید». رضاخان قشونی را به شوشتر روانه کرد. در شوشتر با ورود قشون دولتی (پنجم جمادی الاول ۱۳۴۲ ه‍.ق – آذر ۱۳۰۳ ه‍.ش) نیروهایی به تحریک شیخ خزعل اقدام به تیراندازی به قلعه سلاسل کردند اما پس از یک ساعت با شنیدن صدای توپ قشون دولتی به‌سرعت فرار کرده و نیروهای دولتی به سادگی بر اوضاع مسلط شدند. پس از این رویداد، جشنی با حضور اهالی شوشتر و احمد کسروی رئیس عدلیه خوزستان مستقر در شوشتر برگزار شد. پس از چندی رضاخان شخصاً به شوشتر و خوزستان سفر کرد و مورد استقبال مردم شوشتر قرار گرفت.

## برای مطالعهٔ بیشتر
- شهنواز, شهباز (۲۰۱۳). "خزعل خان". دانشنامه ایرانیکا. Vol. XVI, Fasc. 2. pp. 188–197.